# Rosetta Tharpe
Sister Rosetta Tharpe (ur. 20 marca 1915 w Cotton Plant, zm. 9 października 1973 w Filadelfii) – amerykańska piosenkarka, kompozytorka i gitarzystka. Była pionierką muzyki popularnej XX wieku i wykonywała będące podstawą rock and rolla kompozycje gospel, zdobywając dużą popularność w latach 30. i 40. Tharpe była pierwszą gwiazdą gospelu i pierwszą, którą zauważyli fani bluesa i wczesnego rock and rolla. Została później okrzyknięta „Siostrą soulu” i „Matką chrzestną rock and rolla”. Zainspirowała takich artystów rock and rollowych jak: Little Richard, Johnny Cash, Chuck Berry, Elvis Presley i Jerry Lee Lewis..
Tharpe zainicjowała pop-gospel, włączając muzykę chóralną do mainstreamu. Jako pierwszy przykład takiej twórczości wokalistki podaje się "This Train" z 1939 roku. Jej unikalne kompozycje zainspirowały takie osobowości gospel jak Ira Tucker Senior z zespołu Dixie Hummingbirds. Pomimo odnajdowania się w różnych innych komercyjnych gatunkach muzyki, Tharpe nigdy nie pozostawiła gospel.

## Dyskografia
- The Original Soul Sister (4 CD) [2002]
  - Shout Sister Shout (1938–1941)
  - Rock Me (1941–1943)
  - Singing in My Soul (1943–1946)
  - This Train (1946–1949)

## Wideografia
- The American Folk-Blues Festival. The British Tours 1963–1966) (DVD 2007)